# Тільку ві Львові

Перші виконавці — Тонько та Щепко

Тільку ві Львові (львівська пол. Tylku wy Lwowi, літературна пол. Tylko we Lwowie) — пісня з фільму «Волоцюги» (пол. Włóczęgi, 1939). Одна з найвідоміших пісень про Львів.

## Оригінал
Автор слів — львів'янин Емануель Шлехтер, єврейсько-польський пісняр, автор сценарію фільму «Волоцюги». Музика Генрика Варса. У фільмі цю пісню виконав дует Щепко і Тонько (Казімєж Вайда і Генрик Фоґельфенґер). Пізніше була в репертуарі львівського чоловічого хору «Eryana», який після війни переїхав до Лодзі.

## Переклади
Існують переклади українською мовою, зокрема переклад Богдана Стельмаха  включений до платівки батярських пісень «Тільку ві Львові» (2002) Віктора Морозова та батяр-бенду «Галичина».
Англомовний варіант пісні, «Only in Lemberg», записав тернопільський гурт «Los Colorados» з нагоди Євро-2012.